# Heinrich Bandlow

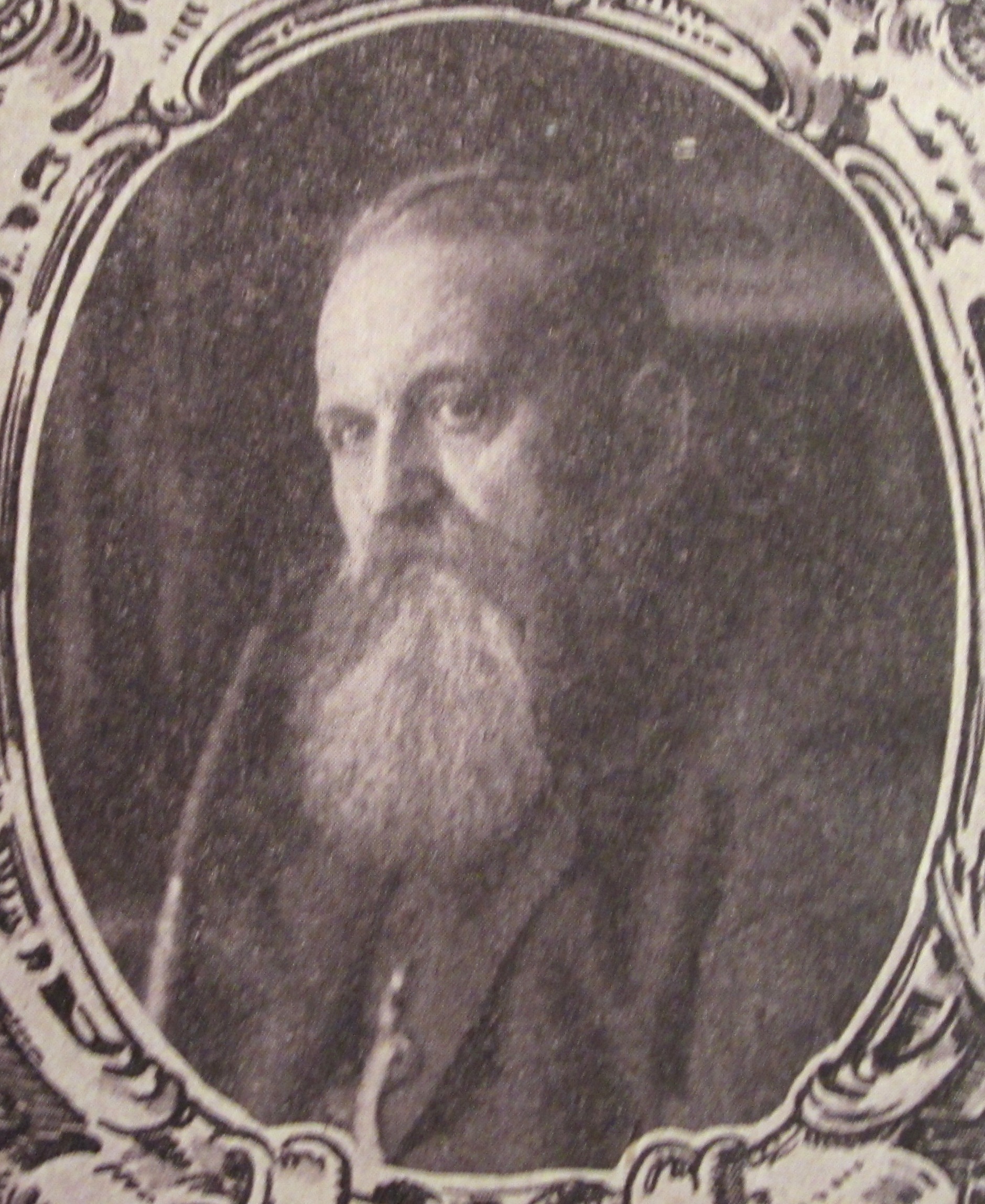
Heinrich Bandlow

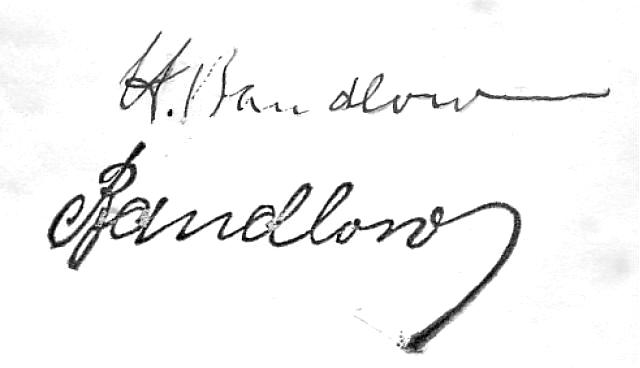
Autogramm auf Manuskriptbuch Gützkow

Heinrich Bandlow (* 14. April 1855 in Tribsees; † 25. August 1933 in Greifswald) war ein deutscher Schriftsteller, der in hochdeutscher und niederdeutscher Sprache schrieb. Er wird gelegentlich, in Anlehnung an den erfolgreichen mecklenburgischen Schriftsteller Fritz Reuter, als „pommerscher Reuter“ bezeichnet.

## Biografie
Bandlow wurde als Sohn des Tischlermeisters Christian Bandlow und dessen Ehefrau Wilhelmine, geb. König, geboren. Er besuchte die Stadtschule in Tribsees und anschließend von 1872 bis 1875 das Lehrerseminar Franzburg. Als Lehrer arbeitete er zunächst ab 1875 in Richtenberg und anschließend von 1877 bis 1907 in Tribsees. Nach einer Spezialausbildung in Berlin von 1907/1908 unterrichtete er von 1908 bis zu seiner Pensionierung 1916 als Zeichenlehrer in Greifswald. Bandlow heiratete 1879 und hatte sechs Kinder.
Er besuchte seinen Sohn Konrad († 1921) in Gützkow, der dort lange wohnte und sammelte Literatur über Gützkow und schrieb mehrere Artikel für die Greifswalder Zeitung und "Unser Pommerland" zu Themen der Geschichte von Gützkow, sowie allgemeiner pommerscher Geschichte. Sein Manuskript- und Artikelbuch ist im Original bei einem Verwandten auf dem Schulzenhof in Gützkow vorhanden.
Bereits als junger Mann begann Bandlow, Gedichte, Märchen, Erzählungen und Romane  zu schreiben. Dabei stand der finanzielle Aspekt nicht im Hintergrund. Nach ersten Veröffentlichungen in Zeitungen in niederdeutscher Sprache wurden mehrere Verlage auf ihn aufmerksam und brachten seine Werke heraus. Insgesamt wurden 34 Bücher von ihm veröffentlicht.
Bandlows Werke werden bis in die Gegenwart gelegentlich neu gedruckt. Das Buch Unsere Stadt. Plaudereien eines Kleinstädters erschien noch 1944 in 3. Auflage als Feldpostausgabe. In der 1969 von Fritz Raeck herausgegebenen Anthologie Pommersche Literatur ist Bandlow mit einem Gedicht und einer Anekdote vertreten. 1987 erschien eine Auswahl aus seinen Werken unter dem Titel Nich leigen ... und 1998 eine weitere Auswahl unter dem Titel Malle Vögel aus Vorpommern, beide herausgegeben von Jürgen Grambow.
Das Geburtshaus des Heimatdichters in Tribsees ist erhalten.

## Werke in Auswahl

### Erstausgaben
- Stratenfegels. 5 Bände, Reclam, Leipzig 1896–1902.
- Ferdinand Schult. Bremen 1897.
- Naturdoktor Stremel. Leipzig 1898.
- Köster Hemp. Leipzig 1900.
- Frisch Salat. Berlin 1901.
- Ernst Spillbohm. Leipzig 1903.
- Lustig Tügs. 5 Bände. Reclam, Leipzig 1904ff.
- Ut de Hiringslak. Hinstorff, Wismar 1904.
- In'n Posthus. Leipzig 1906.
- Ut min Käk. Greifswald 1909.
- De Düwel is los! Hesse & Becker, Leipzig 1916.
- De Uhlenkraug. Nedderdütsch Bökeri, Band 19.  Hermes, Hamburg 1917, 2. Aufl. Stettin 1926.
- De vigiletten Strümp. Hans Köhler, Hamburg 1928.

### Auswahlbände
- Nich leigen ... Hinstorff Verlag, Rostock 1987, ISBN 3-356-00075-6.
- Malle Vögel aus Vorpommern. Hinstorff Verlag, Rostock 1998, ISBN 3-356-00783-1.

## Auszeichnungen
- Ehrenbürger der Stadt Tribsees